# Centora
Centora (in sloveno Čentur) è un insediamento di 148 abitanti del  comune sloveno di Capodistria, situato nell'Istria settentrionale.

## Storia

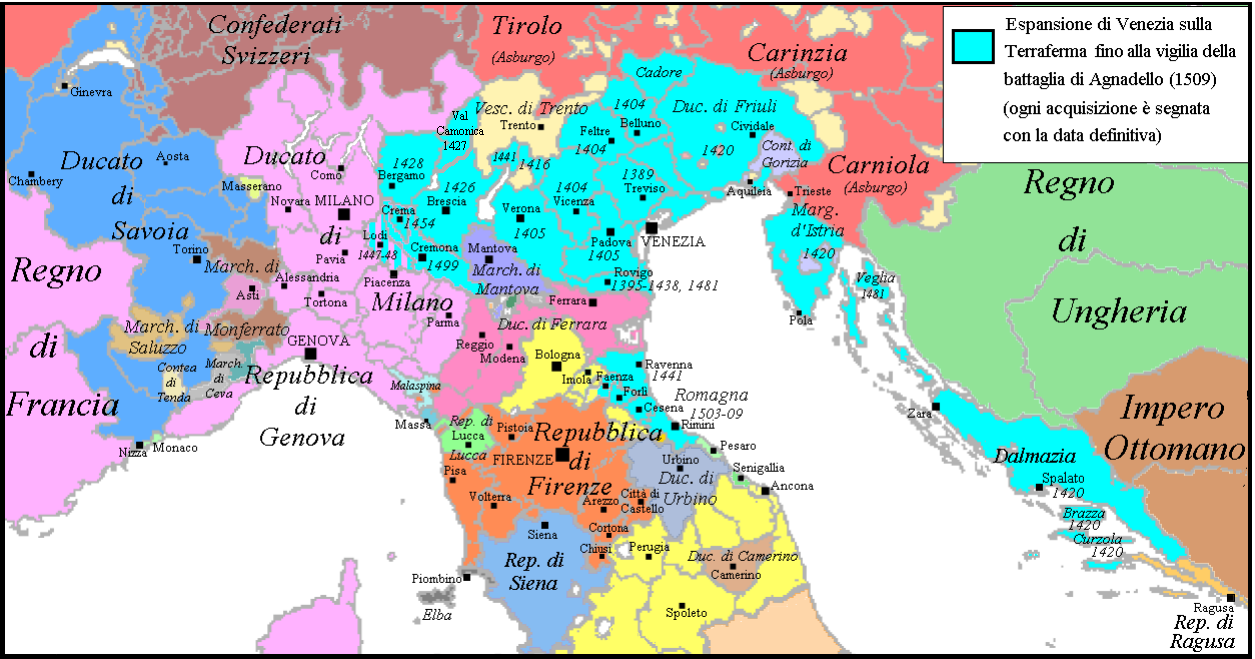
Cartina della Repubblica di Venezia

Centora fu insediamento romano, come suffragato dalle ricerche archeologiche che tuttora proseguono a valle del paese. Il posto di guardia della guarnigione romana si trovava sul vicino monte Guardia (Straža), da cui il nome. Come tutti gli altri abitati posti a sud del torrente Cornalunga, s'erge su un promontorio sopra l'omonima valle  fra i rii Centora e Bavški. Vi si arriva girando a destra, a quota 60 m, lungo la salita che da Vanganel porta a Babici. Centora è divisa in piccola e grande Centora, anche se si tratta di poche case, quasi tutte nuove.
Da qui passava l'importante strada consolare romana che univa Trieste a Pola e che attraverso la sella di Babici scendeva poi nella Val Derniga attraverso la Crosera di Montetoso. Ad ovest di Centora, sul promontorio, oltre il rio Centora, si trovano le case di Padovani o de Ponte; qui isolata ed abbandonata c'è la piccola chiesetta dedicata alla S. Vergine Maria.

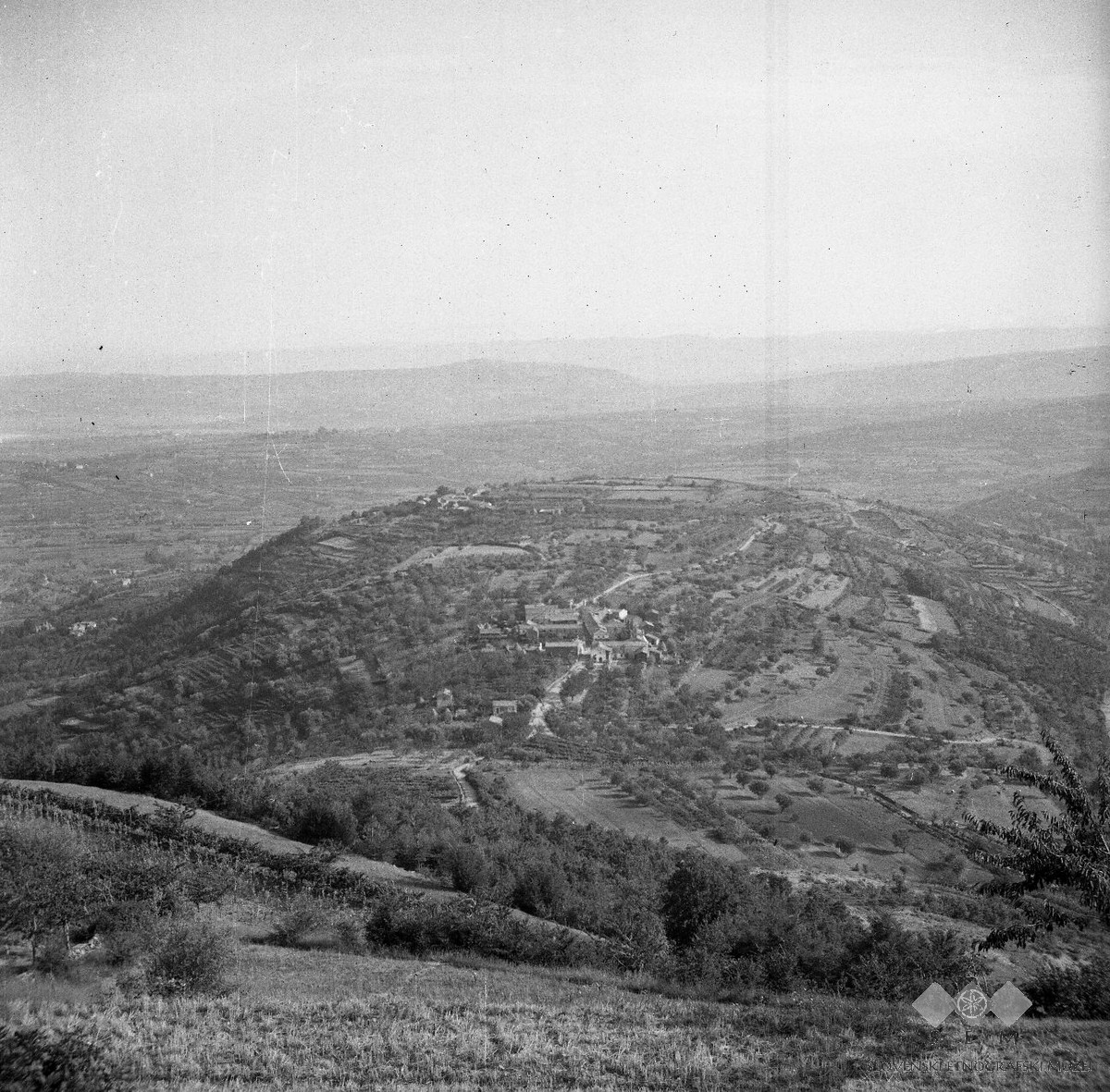
Foto storica di Centora

Centora fu parte della Serenissima Repubblica di Venezia e poi dell'Impero austro-ungarico. All'inizio del XVIII secolo il paesino entrò a far parte del Regno d'Italia Napoleonico. Dal 1814 tornò nuovamente in mani austriache. Dopo la prima guerra mondiale entrò a far parte dell'Italia, ma subito dopo la seconda guerra mondiale fu occupata (e poi ceduta) dalla Jugoslavia. A causa della pulizia etnica messa in atto dai soldati comunisti slavi contro gli italiani molti di questi (la maggior parte della popolazione) abbandonò il paese.
Dal 1947 Centora fa parte della Slovenia.

## Toponimo
Il nome Centora deriva dal latino centuria.